# Rudolf Molleker
Rudolf Molleker (Sievierodonetsk, Ucraïna, 26 d'octubre de 2000) és un tennista professional alemany d'origen ucraïnès.
És descendent de russoalemanys, i la seva família es va traslladar a Oranienburg, a Brandenburg (Alemanya), quan tenia tres anys. Va entrenar en l'acadèmia de Patrick Mouratoglou de Sophia Antipolis (França) des de 2018.